# Adam Hammill
Adam James Hammill (ur. 25 stycznia 1988 w Liverpoolu) – angielski piłkarz występujący na pozycji pomocnika.

## Kariera

### Liverpool F.C.
Hammill urodził się w Liverpoolu, dlatego też przygodę z piłką zaczynał w tamtejszej szkółce młodzieżowej. Był jednym z filarów zespołu, który w 2006 r. pokonał Manchester City w finale FA Youth Cup. Nie był jednak w stanie przebić się do pierwszej drużyny, prowadzonej wówczas przez Rafę Beníteza, dlatego też w styczniu 2007 r. przeszedł na zasadzie wypożyczeniu do szkockiego Dunfermline Athletic, gdzie występował do końca sezonu 2006-2007. Cały kolejny sezon spędził na wypożyczeniu, tym razem już w Agnlii, w zespole Southampton F.C. Po powrocie na Anfield podpisał w lipcu 2008 r. nowy pięcioletni kontrakt z Liverpoolem. Już w sierpniu tego samego roku został jednak zesłany na kolejne wypożyczenie, do Blackpool. W barwach tego zespołu strzelił swojego pierwszego gola na seniorskich angielskich boiskach, pokonując w derbach zachodniego Lancashire bramkarza Preston North End. W grudniu 2008 r. skończyło się jego bardzo udane wypożyczenie, wrócił więc do Liverpoolu. Rafael Benitez postanowił jednak znów go wypożyczyć i już w lutym dołączył do zespołu Barnsley, gdzie grał do końca sezonu.

### Barnsley F.C.
Hammill podczas swojego wypożyczenia do Barnsley zrobił tak dobre wrażenie na włodarzach tamtego klubu, że ci zdecydowali się wykupić go z Liverpoolu. Ostatecznie 10 sierpnia 2009 r. młody pomocnik podpisał 3 letni kontrakt. Ostatecznie wypełnił jedynie połowę tej umowy, będąc w tym czasie jednym z liderów zespołu z Barnsley.

### Wolverhampton Wanderers
20 stycznia 2011 r. Hammill podpisał 3,5 letni kontrakt z Wolverhampton Wanderers F.C. Już dwa dni później zadebiutował w Premier League, wchodząc z ławki w przegranym 0-3 spotkaniu z drużyną, w której się wychował, czyli Liverpoolem. Swój pierwszy mecz w pierwszym składzie Wolves rozegrał 2 lutego, zaliczając 89 minut w spotkaniu przeciwko Boltonowi. W sumie w swym pierwszym sezonie rozegrał w barwach Wilków 9 spotkań, często jednak przegrywając rywalizację o miejsce w składzie z bardziej doświadczonym Stephenem Huntem.

### Huddersfield Town
24 czerwca 2013 podpisał trzyletni kontrakt z klubem Championship – Huddersfield Town. Podczas pobytu w tym klubie był wyopżyczony do Rotherhamu United.

### Barnsley
9 listopada 2015 roku Hammil dołączył do Barnsley. Podpisał kontrakt do 2018 roku.

## Kariera międzynarodowa
W 2006 r. wraz z kolegami z Akademii Liverpoolu Craigem Lindfieldem i Paulem Andersonem został powołany do reprezentacji Anglii U-19. W listopadzie tego roku zdobył swojego pierwszego gola w jej barwach, pokonując bramkarza reprezentacji Szwajcarii.
27 marca 2011 Stuart Pearce powołał go do angielskiej kadry U-21, w barwach której debiutował w spotkaniu przeciwko Islandii, wchodząc z ławki w 74 minucie.
28 marca 2011 potwierdzono, iż Hammill może ubiegać się o występy w reprezentacji Irlandii, gdyż z tego kraju pochodził jego dziadek.